# Пехар
Пехар је посуда за пиће у облику велике чаше. Нарочито је често коришћена у антици и у средњем веку. Има их са постољем и дршкама са стране, са поклопцима, или без њих. Неки пехари су се привезивали за седло. 
Пехари се израђују обично од метала (сребро, легуре калаја), али и од керамике, порцелана, кристала и стакла. 
У новије време појавили су се пехари у облику стилизоване чаше који се додељују победницима у спортским и другим такмичењима. У овом значењу, то је синоним за куп. 
Ако се користи у православној литургији, назива се путир, а у римокатоличкој калеж. 

## Галерија
- Пехар из периода 1900-1500 година п. н. е. (Музеј у Лесковцу)
- Римски сребрни вински пехар из првог века наше ере
- Пехар од сребра израђен у Француској
- Пехар АБА лиге
- Пехар, колекција керамике Хамдије Ресића, Музеј Семберије у Бијељини